# Party Mode
«Party Mode» — песня американского кантри-певца Дастина Линча, написанная Джерри Флауэрсом, Райаном Бивером, Романом Александром, Джаредом Кеймом и Мэттом Макгинном. Она была выпущена 14 февраля 2022 года в качестве второго сингла пятого студийного альбома Линча Blue in the Sky.

## Композиция
В песне рассказывается о человеке, который отправляется в город за «ночной жизнью» после того, как переживает сердечную боль от разрыва отношений со своей любимой подругой. Линч также описал песню как рассказ о переживаниях, связанных с его предыдущими отношениями.

## Отзывы
Джеффри Куртис из журнала Today’s Country Magazine написал, что песня «превращается из просто яркой, темповой композиции в радиопрограммах в песню, которая потенциально может пробиться через динамики и помочь людям признать, с какими вещами они сталкиваются во время своих страданий от разрыва и как они решают с ними справляться, проливая свет на потенциально лучший способ справиться с этим».

## Музыкальное видео
Сопровождающий клип был выпущен 11 февраля 2022 года. В нём Линч и его друзья рассказывают о том, как во время путешествия они перепутали чемоданы с наличными деньгами, в результате чего четверо занимаются различными видами деятельности, такими как мини-гольф, пока не сталкиваются с бандой, которой изначально принадлежали деньги. После спасения четверо отправляются домой.

## Чарты
| Чарт (2022)                                    | Высшая позиция |
| ---------------------------------------------- | -------------- |
| Канада (Billboard Country)                     | 48             |
| США (Billboard Bubbling Under Hot 100 Singles) | 21             |
| США (Billboard Country Airplay)                | 17             |
| США (Billboard Hot Country Songs)              | 30             |

| Чарт (2022)                        | Позиция |
| ---------------------------------- | ------- |
| США (Country Airplay, Billboard)   | 47      |
| США (Hot Country Songs, Billboard) | 70      |